# RD-0124
RD-0124 – silnik rakietowy produkcji rosyjskiej używany w drugim stopniu rakiet, charakteryzujący się lepszymi osiągami niż RD-0110. Silnik używany w drugim stopniu rakiet Sojuz 2.1b, Sojuz 2.1w i Angara. Silnik miał awarię przy wystrzeliwaniu satelity Meridian 5 w 2011 roku.